# Freie Universität Berlin
Freie Universität Berlin, FU Berlin, är Berlins största universitet. Det grundades 4 december 1948.

## Historia

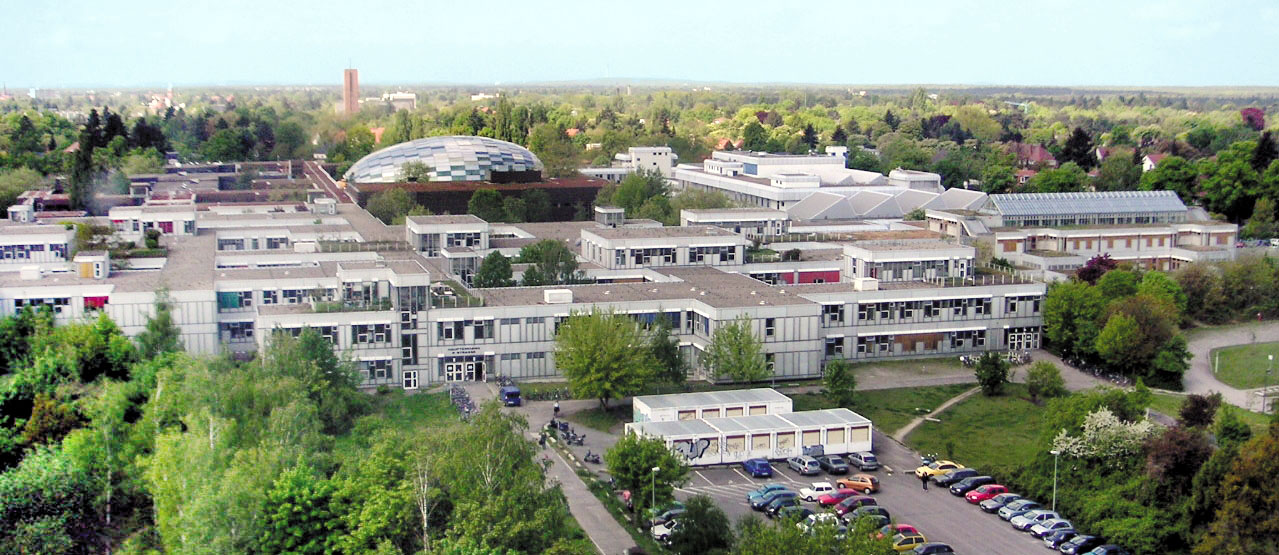
Rost- und Silberlaube

Freie Universität ligger i stadsdelen Dahlem och grundades av den amerikanska ockupationsmakten då Humboldt-universitetet hamnade i den sovjetstyrda östra sektorn.
Under den första terminen fanns här 2140 studenter och 1949 hade siffran höjts till 4946.
1959 grundades Otto-Suhr-Institut.
I slutet av 1960-talet var Freie Universität ett centrum för den tyska studentrevolten och 68-rörelsen. På FU gick bland andra Rudi Dutschke, en av ledarna för APO. Här gick även Gudrun Ensslin.
Under 1970-talet utvecklades FU till ett storuniversitet och kunde under 1980-talet räkna in över 50 000 studenter. 1992 nåddes den högsta siffran med 62 072 studenter. Berlins senat kom senare att besluta om att minska antalet studenter med 10 000. Besparingar har lett till ytterligare bortfall av studenter och 2002–2003 hade FU 43 885 studenter. Ytterligare, stora nedskärningar av universitetets budget planerades av Berlins senat för 2025. I protest mot detta tog universitetet bort bokstaven "e" ur all sin kommunikation under en vecka.
Charité, ett av Europas största universitetssjukhus, är en del av Humboldt-Universität zu Berlin och Freie Universität Berlin sedan en utbildningsreform året 2003.

## Kommunikationer
Linje U3 till Dahlem-Dorf och Thielplatz.